# Damon-gevangenis

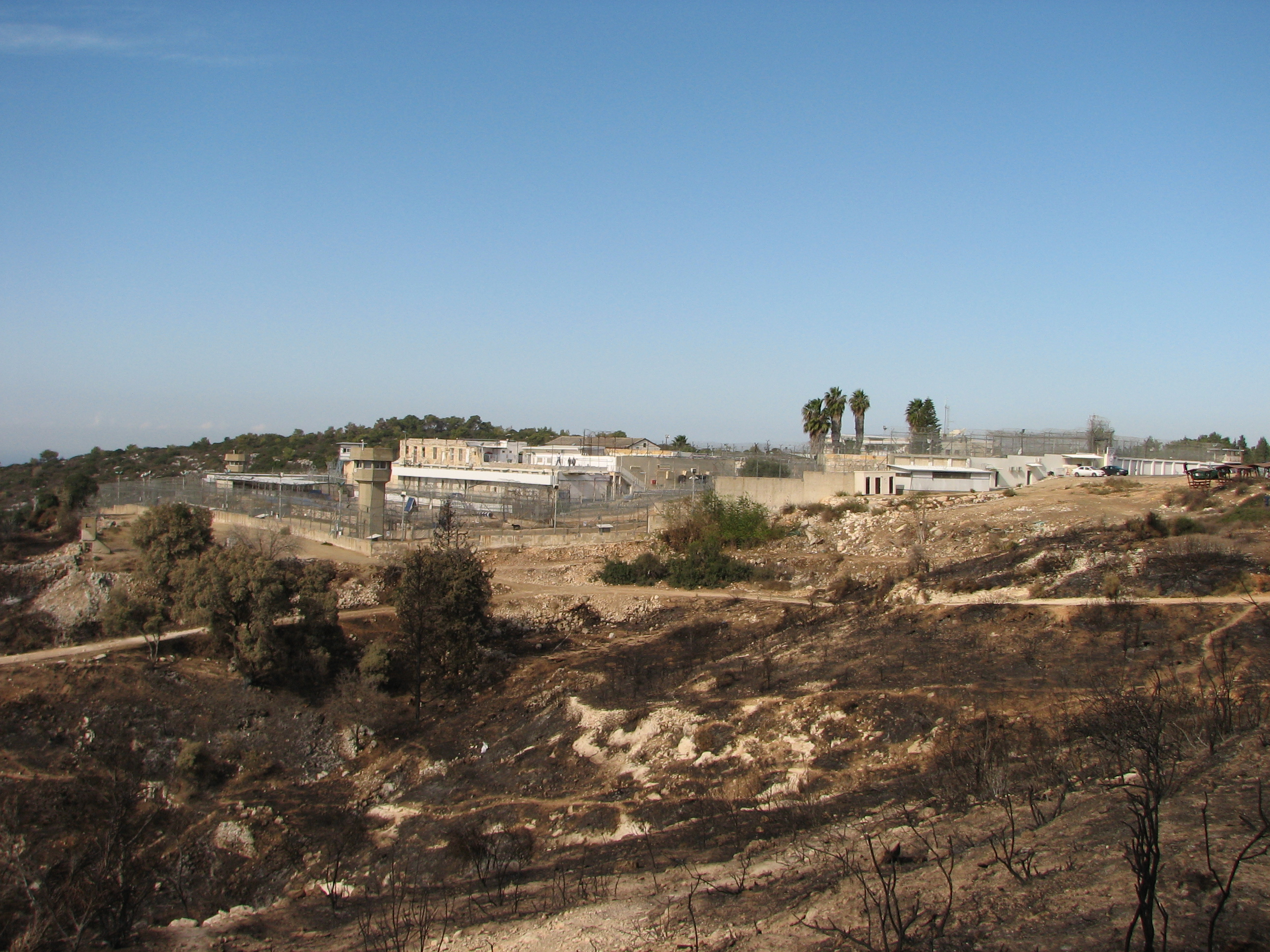
De Damon-gevangenis, 2010

De Damon-gevangenis of Damon Prison is een Israëlische gevangenis, gelegen in het noorden van Israël bij Haifa. Het werd gebouwd tijdens het Britse mandaat in Palestina en in 1953 door Israël verbouwd tot detentiecentrum voor Palestijnse gevangenen.
In 2000 werd het door de Israëlische gevangenisdienst IPS (Israel Prison Service) tijdelijk gesloten vanwege onmenselijke omstandigheden, maar heropend gedurende de Tweede Intifada, de rellen naar aanleiding van het provocatieve bezoek van Ariël Sharon aan de Tempelberg. 
De gevangenis heeft een afdeling voor Palestijnse kinderen en sinds 2018 een aparte vleugel voor de detentie van Palestijnse vrouwen.

## Kinderen
De Palestijnse Gevangenen Organisatie (PPS) meldde dat 34 Palestijnse kinderen op 13 januari 2020 door de Israëlische Gevangenisdienst vanuit de Ofer-militaire kamp-gevangenis bij Ramallah overgeplaatst waren naar de Damon-gevangenis, zonder medeweten van een van hun verzorgers.

## Protest
In oktober 2011 werd er door Palestijnse gevangenen in Israëlische gevangenissen een hongerstaking gehouden als protest tegen de toenemende strafmaatregelen tegen hen. In de Damon-gevangenis deden in eerste instantie vier vrouwen mee aan de hongerstaking. Deze staking volgde op een campagne van burgerlijke ongehoorzaamheid en werd ondersteund door een grote demonstratie in Haifa. Door mensenrechtenorganisatie Addameer werd een brief op zijn website geplaatst en het Palestijnse Boycott, Divestment and Sanctions Nationaal Committee (BNC) verstuurde een brief aan de Israëlische gevangenisdienst met een lijst wettelijke eisen.